# 背景設計
背景設計是為動畫設計場景的職位，負責此職位的工作人員稱為背景設計師。
場景是指故事所發生的地點。在動畫中，場景可以是虛構的，也可以是實地取景的。
不論動畫是由漫畫、劇集改編，或是原創的，背景設計均肩負重要的功用。從漫畫改編的動畫，背景設計師所做的工作是簡化背景的線條，以便未來加工上色用；而原創和改編的動畫，則是重新繪畫場景，令故事編排更靈活。值得注意的，是背景設計師創作的場景是可以用於不同的動畫作品之中，尤其是實地取景的作品。

## 相關資訊
- 美術監督
- 日本動畫
- 動畫
- 動畫特別詞語